# Vương Quân (nhà Lương)
Vương Quân (chữ Hán: 王筠, 481–549), tên tự là Nguyên Lễ, tự khác là Đức Nhu, người Lâm Nghi, Lang Da , quan viên, nhà thơ đời Lương thời Nam Bắc triều trong lịch sử Trung Quốc.

## Thiếu thời
Quân là thành viên của sĩ tộc họ Vương quận Lang Da, cháu 7 đời của thừa tướng Vương Đạo. Ông cụ là Tả Quang lộc đại phu, Dự Ninh Văn hầu Vương Đàm Thủ nhà Lưu Tống (Đàm Thủ là em trai của Vương Hoằng). Ông nội là Tư không Vương Tăng Kiền nhà Nam Tề – con trai thứ của Vương Đàm Thủ (Tăng Kiền là em trai của Vương Tăng Xước); ông ngoại là Tư đồ Viên Sán – thành viên của sĩ tộc họ Viên quận Trần, chống đối quyền thần Tiêu Đạo Thành thất bại, nên bị giết. Cha là Vương Tiếp hay Vương Ấp – con trai thứ 3 của Vương Tăng Kiền, được làm đến Thái trung đại phu  (Tiếp/Ấp là em trai của Vương Từ, Vương Chí).
Quân từ nhỏ đã cơ cảnh, thông minh, lên 7 tuổi có thể làm Thuộc văn. Lên 16 tuổi, Quân làm Thược dược phú, được người đời khen là rất đẹp. Đến khi trưởng thành, Quân trở nên thanh tĩnh hiếu học, tề danh với anh họ Vương Thái (con trai của bác cả Vương Từ). Ở Nam triều, họ Vương quận Lang Da và họ Tạ quận Trần là 2 dòng dõi sĩ tộc có danh vọng cao nhất. Bấy giờ họ Tạ có anh em Tạ Lãm và Tạ Cử được khen ngợi về tài năng, người đương thời có câu rằng: “Tạ có Lãm Cử, Vương có Dưỡng Cự.” Dưỡng là tên lúc nhỏ (tiểu tự) của Quân, Cự là tên lúc nhỏ của Thái. Thượng thư lệnh Thẩm Ước cho rằng Quân không chỉ có ngoại hình, mà phong vận đều tương tự với Viên Sán, bộc xạ Trương Tắc cũng cho rằng 2 người chỉ khác nhau 1 điểm: Sán gặp người ta thì nghiêm nghị, còn Quân thì vui cười.

## Sự nghiệp
Ban đầu Quân được nhận chức Trung quân Lâm Xuyên vương Hành tham quân, thăng Thái tử xá nhân, trừ chức Thượng thư Điện trung lang. Từ khi nhà họ Vương sang miền nam, chưa có ai phải làm Lang, có người khuyên Quân tạm thời đừng nhận, ông nói: “Lục Bình Nguyên (tức Lục Cơ) là sao sáng đông nam, Vương Văn Độ (tức Vương Thản Chi) độc bộ Giang Đông, tôi được làm người tiếp bước của họ, có gì đáng hận?”  rồi vui vẻ nhận chức.
Quân được Thẩm Ước thưởng thức tài năng, nên dần thăng làm Thái tử tẩy mã, Trung xá nhân, còn được làm Chưởng Đông cung quản ký. Thái tử Tiêu Thống yêu mến kẻ sĩ có văn tài, thường cùng Quân và bọn Lưu Hiếu Xước, Lục Thùy, Đáo Hiệp, Ân Vân bày tiệc ở vườn Huyền Phố , từng một tay nắm lấy tay áo của Quân, một tay vỗ lên vai của Hiếu Xước mà nói rằng: “Đây có thể nói là trái nắm tay áo Phù Khâu, phải vỗ vai Hồng Nhai .” Quân lại cùng Ân Vân lấy lễ cao nhã mà chào nhau. Sau đó Quân được ra làm Đan Dương doãn thừa, Bắc trung lang Tư nghị tham quân, thăng làm Trung thư lang. Quân phụng sắc làm văn bia của nhà sư Bảo Chí ở chùa Khai Thiện (开善寺宝志法师碑文, Khai Thiện tự Bảo Chí pháp sư bi văn), được khen là lời hay ý đẹp; lại phụng sắc soạn Trung thư biểu tấu (中书表奏) 30 quyển, kèm theo phú, tụng của mình dâng lên hoàng đế, đưa vào 1 tập. Ít lâu sau Quân được kiêm chức Ninh viễn, Tương Đông vương Trưởng sử, tạm coi (tức là Hành) việc của phủ, (vương) quốc, quận. sau đó Quân được trừ chức Thái tử gia lệnh, trở lại làm Chưởng quản ký.
Năm Phổ Thông đầu tiên (520), Quân gặp tang mẹ nên rời chức. Quân tính hiếu thảo, vì thương xót quá đỗi nên phát bệnh, mãn tang rất lâu vẫn chưa thể trở lại làm việc. Năm thứ 6 (525), Quân được trừ chức Thượng thư Lại bộ lang. thăng Thái tử Trung thứ tử, lĩnh Vũ Lâm giám, rồi đổi lĩnh Bộ binh. Năm Trung Đại Thông thứ 2 (530), Quân được thăng làm Tư đồ Tả trưởng sử.
Năm thứ 3 (531), Tiêu Thống mất, Quân nhận sắc làm Ai sách văn, lại được khen ngợi. Ít lâu sau Quân được ra làm Trinh uy tướng quân, Lâm Hải thái thú. Ở quận, Quân hà khắc, từng chiếm đoạt 2 phảng (thuyền đáy bằng) dép cỏ gai, còn những thứ khác nữa; hành vi của ông bị tố giác lên triều đình, khiến ông nhiều năm không được thăng chức.
Năm Đại Đồng đầu tiên (535), Quân được khởi làm Vân huy, Dự Chương vương Trưởng sử, thăng Bí thư giám. Năm thứ 5 (539), Quân được trừ chức Thái phủ khanh. Năm sau (540), Quân được thăng làm Độ chi thượng thư. Năm Trung Đại Đồng đầu tiên (546), Quân được ra làm Minh uy tướng quân, Vĩnh Gia thái thú, xưng bệnh từ chối, được dời làm Quang lộc đại phu, ít lâu thăng làm Vân kỵ tướng quân, Tư đồ Tả trưởng sử.

## Cái chết
Năm Thái Thanh thứ 2 (548), Hầu Cảnh vây kinh sư, khi ấy Quân không ở trong thành. Năm sau (549), Lương Giản Văn đế nối ngôi, Quân được làm Thái tử chiêm sự. Nhà cũ của Quân bị phản quân đốt mất, nên ông ở nhờ Quốc tử tế tửu Tiêu Tử Vân. Trong đêm có kẻ cướp xông vào, Quân sợ hãi nhảy xuống giếng mà chết, hưởng thọ 69 tuổi. Cả nhà 13 người đều bị hại, ném thây xuống giếng.

## Tính cách
Quân có vóc người thấp bé, cao chưa đến 6 thước. Nhà có đến ngàn vàng, nhưng Quân có tính tằn tiện, áo mặc thô xấu, ngay đến con bò kéo xe của mình cũng cho ăn cỏ tươi (thay vì cỏ khô). Dù vậy Quân đối với người ngoài lại tỏ ra ưu hậu, không nhận mình có tài năng hơn người. Quân từ bé đã có tiếng tăm, cùng Lưu Hiếu Xước rất được người đương thời xem trọng.

## Tác phẩm
Thẩm Ước là thủ lãnh của văn đàn đương thời, kế tục văn đàn Vĩnh Minh đời Nam Tề, nhưng mỗi khi gặp tác phẩm của Quân thì e a ngâm vịnh, cho rằng mình không theo kịp. Thẩm Ước so sánh mình gặp được Quân chẳng khác gì Thái Ung gặp được Vương Sán cuối đời Đông Hán, rồi trở thành tri âm của nhau. Nhân dịp Thẩm Ước dựng các trai (nhà riêng có gác) ở Giao cư trạch, Quân làm 10 bài vịnh cây cỏ (Thảo mộc thập vịnh) không đặt đầu đề, chép ở trên vách; đáp lại, Ước làm Giao cư phú, nhờ ông chép lại bản thảo; đôi bên không tiếc lời ca ngợi lẫn nhau.
Ngoài những tác phẩm dâng lên hoàng đế đã kể trên, Quân tự soạn văn chương của mình, cứ 1 chức quan thì đóng thành 1 tập: Tẩy mã, Trung thư, Trung thứ tử, Lại bộ, Tả tá, Lâm Hải, Thái phủ đều có 10 quyển; còn có Thượng thư 30 quyển, cả thảy 100 quyển. Ngày nay tác phẩm của Quân được Trương Phổ tập hợp trong Vương chiêm sự tập, đưa vào Hán Ngụy Lục triều bách tam gia tập.

## Đánh giá
Quân có thể gieo vần khó (cường vận), ở mỗi buổi tiệc trong triều đình đều làm ra tác phẩm, luôn có lời hay ý đẹp. Theo Ngọc giản tạp thư của Diệp Mộng Đắc, trước khi thơ Đường luật ra đời, khái niệm “cường vận” trong chánh sử duy nhất được đề cập trong Vương Quân truyện của Lương thư. Vì thế Quân nhiều lần được nhận mệnh sáng tác để dâng lên hoàng đế, Thẩm Ước từng vui vẻ khải với Lương Vũ đế rằng: “Danh gia xưa nay, chỉ thấy Vương Quân độc bộ.” Trong dịp Ngự diên (tiệc rượu của hoàng đế), Thẩm Ước lại nói với bác hai của Quân là Vương Chí rằng: “Cháu anh nắm giữ cái đẹp của văn chương, có thể nói là độc bộ trong đám hậu sinh. Tạ Thiểu từng nói: ‘Thơ hay lưu chuyển hoàn mỹ như hòn đạn.’Gần đây đọc mấy bài của hắn, mới biết lời ấy là thật.”
Quân thường làm thơ gởi cho Thẩm Ước; đối với thể loại thơ thù xướng này, thành tựu của Quân nhìn chung không có gì đặc biệt, bởi vì đối tượng thù xướng của ông chỉ là những thành viên sĩ tộc đang tận hưởng đỉnh cao quyền lực của nhà Lương: Lương Vũ đế, thái tử Tiêu Cương, thượng thư lệnh Thẩm Ước và Ngô Quân,... Ví dụ: Tiêu Cương từng làm Mông dự sám hối thi, Vũ đế đáp lại với Hòa thái tử sám hối thi, còn Quân đáp lại với Hòa hoàng thái tử sám hối thi. Về nội dung, bài Hòa Ngô chủ bộ (tức Ngô Quân) có thể xem là tiêu biểu của Quân ở thể loại này: hầu như chỉ đề cập đến tâm tình bản thân, ít quan tâm đến hoàn cảnh bên ngoài.
Theo Thi phổ của Trần Dịch Nguyên, Thẩm Ước, Hà Tốn và Vương Quân là những nhà thơ có công gây dựng nền tảng cho Đường luật. Trần Dịch Nguyên ca ngợi Quân mạnh ở khả năng gieo vần, ví dụ: Sở phi ngâm, Khuê tình, Tạp khúc nhị thủ kì 2, Xuân du dùng bình vận, Tặng Tiêu đại phu, Tam phụ diễm thi dùng trắc vận. Hơn nữa, Quân được cho là đi trước thời đại về mặt thể thơ, ví dụ: Thảo mộc thập vịnh được làm theo phép liên chương, phải đến đời Đường mới thông dụng, Sở phi ngâm rất gần với từ,... Nhìn chung, Quân là nhà thơ được đánh giá cao về kỹ thuật, nhưng về nội dung thì không có gì đặc sắc.

## Tác phẩm tiêu biểu
| Nguyên tác: 早出巡行瞩望山海 王生临广隰, 潘子望洪河 同轸怀归思, 俱兴年逝歌 曰馀异二子, 承睫泪滂沱 剖符瀛海外, 结绶层山阿 因心留恻悯, 恕已息烦苛 缮筑循时隟, 兴动藉民和 高门惟壮丽, 脩雉亦骈罗 层楼亦攀陟, 复道亦经过 昧旦清音上, 风气入织萝 云起垂天翼, 水动连山波 奔涛延澜汗, 积翠远嵯峨 乡关屡回曲, 还顾杳蹉跎 曾微肃肃羽, 望路空如何 | Hán Việt: Tảo xuất tuần hành chúc vọng sơn hải Vương sanh lâm Quảng thấp, Phan tử vọng Hồng hà Đồng chẩn hoài quy tư, câu hưng niên thệ ca Viết dư dị nhị tử, thừa tiệp lệ bàng đà Phẩu phù doanh hải ngoại, kết thụ tằng sơn a Nhân tâm lưu trắc mẫn, thứ dĩ tức phiền hà Thiện trúc tuần thì khích, hưng động tạ dân hòa Cao môn duy tráng lệ, tu trĩ diệc biền la Tằng lâu diệc phàn trắc, phục đạo diệc kinh quá Muội đán thanh âm thượng, phong khí nhập chức la Vân khởi thùy thiên dực, thủy động liên sơn ba Bôn đào duyên lan hãn, tích thúy viễn tha nga Hương quan lũ hồi khúc, hoàn cố yểu tha đà Tằng vi túc túc vũ, vọng lộ không như hà | Dịch nghĩa: | Dịch thơ: (chưa có) |